# Skaningowy mikroskop pojemnościowy
Skaningowy mikroskop pojemnościowy (z ang. SCM - Scanning Capacitance Microscopy) – obrazuje zmiany przestrzenne w pojemności elektrycznej badanej próbki. Pomiędzy badaną powierzchnią a sondą skanującą indukowane jest napięcie elektryczne. Dźwigienka bezkontaktowo przesuwa się nad próbką, układ elektroniczny umieszczony na jej końcu wykrywa zmiany stałej dielektrycznej ośrodka, znajdującego się pomiędzy sondą a próbką. 